# Monty Nash
Monty Nash  è una serie televisiva statunitense in 14 episodi trasmessi per la prima volta nel corso di una sola stagione nel 1971.
È una serie del genere poliziesco incentrata sulle vicende di Monty Nash, investigatore del governo sotto copertura per catturare i criminali, tra cui contraffattori e contrabbandieri. È basata sui romanzi di spionaggio di Richard Jessup.

## Personaggi e interpreti
- Monty Nash (14 episodi, 1971), interpretato da Harry Guardino.
- Little Fox (2 episodi, 1971), interpretato da Armand Alzamora.
- Benny (2 episodi, 1971), interpretato da Carmen Argenziano.
- Samuelson (2 episodi, 1971), interpretato da Edward Bach.
- George Torrance (2 episodi, 1971), interpretato da John Kellogg.
- Jeffers (2 episodi, 1971), interpretato da Charles McGraw.
- Ed Chino (2 episodi, 1971), interpretato da Fred Porter.
- Barista (2 episodi, 1971), interpretato da Tom Reese.
- Fitzgerald (2 episodi, 1971), interpretato da George Sawaya.
- Hector del Sol (2 episodi, 1971), interpretato da Jay Vallera.
- Len Watson (2 episodi, 1971), interpretato da Garry Walberg.

## Produzione
La serie fu prodotta da Almada e Four Star Productions

### Registi
Tra i registi sono accreditati:
- John Peyser in 3 episodi (1971)
- Nicholas Colasanto in 2 episodi (1971)
- Ivan Dixon in 2 episodi (1971)
- Ted Post in 2 episodi (1971)

## Distribuzione
La serie fu trasmessa negli Stati Uniti dal 18 settembre 1971 al 17 dicembre 1971 in syndication. In Italia è stata trasmessa negli anni 1980 su emittenti locali con il titolo Monty Nash.

## Episodi
| Stagione       | Episodi | Prima TV USA |
| -------------- | ------- | ------------ |
| Prima stagione | 14      | 1971         |